# Recopa Sudamericana 2022
De CONMEBOL Recopa 2022 was de 30ste editie van de Zuid-Amerikaanse supercup die jaarlijks gespeeld wordt in het Zuid-Amerikaanse voetbal tussen de winnaars van de CONMEBOL-competities CONMEBOL Libertadores en CONMEBOL Sudamericana. 

## Gekwalificeerde teams
| Team                 | Kwalificatie                       | Vorige deelnames |
| -------------------- | ---------------------------------- | ---------------- |
| Palmeiras            | Winnaar CONMEBOL Libertadores 2021 | 1 (2021)         |
| Athletico Paranaense | Winnaar CONMEBOL Sudamericana 2021 | 1 (2019)         |

## Wedstrijdinfo

### 1e wedstrijd
|                                    |                       |     |                                        | |
| 23 februari 2022 16:00 uur (UTC-3) | Athletico Paranaense  | 2-2 | Palmeiras                              | Arena da Baixada, Curitiba Toeschouwers: 25.072 Scheidsrechter: Facundo Tello ( Argentinië) Video-assistent: Patricio Loustau ( Argentinië) |
| 23 februari 2022 16:00 uur (UTC-3) | Terans 19' Marlos 76' |     | Jailson 28' Raphael Veiga 90+7' (pen.) | Arena da Baixada, Curitiba Toeschouwers: 25.072 Scheidsrechter: Facundo Tello ( Argentinië) Video-assistent: Patricio Loustau ( Argentinië) |

### 2e wedstrijd
|                                |                          |     |                      | |
| 2 maart 2022 16:00 uur (UTC-3) | Palmeiras                | 2-0 | Athletico Paranaense | Allianz Parque, São Paulo . Toeschouwers: 30.065 Scheidsrechter: Jesús Valenzuela ( Venezuela) Video-assistent: Germán Delfino ( Argentinië) |
| 2 maart 2022 16:00 uur (UTC-3) | Zé Rafael 50' Danilo 88' |     |                      | Allianz Parque, São Paulo . Toeschouwers: 30.065 Scheidsrechter: Jesús Valenzuela ( Venezuela) Video-assistent: Germán Delfino ( Argentinië) |